# كازو هيراي
كازو هيراي (باليابانية: 平井 一夫) (ولد 22 ديسمبر 1960) هو رجل أعمال ياباني، شغل منصب الرئيس والمدير التنفيذي لشركة سوني في أبريل 2012.

## النشأة
ولد هيراي في عام 1960 في طوكيو، اليابان، حيث ارتاد المدرسة الأمريكية في اليابان. وكان ابن أحد المصرفيين الأثرياء، سافر هيراي كثيرا مع والده إلى جميع أنحاء العالم إلى كاليفورنيا ، ونيويورك ، و كندا، و حول اليابان - وهي سمة لهيراي كانت في وقت لاحق عاملا رئيسيا في نجاح أعماله متعددة القارات.
كان اهتمامه في بالألعاب سببا في وقت لاحق بدخوله إلى مجال الترفيه . بعد تخرجه من الجامعة في أغسطس عام 1984 بدرجة بكالوريوس في الآداب، تم التعاقد مع هيراي في شركة سوني للترفيه الموسيقي اليابانية ، حيث شارك في التسويق الدولي للموسيقى في اليابان.
أصبح بعد ذلك رئيسا لمكتب سوني كمبيوتر إنترتينمنت في نيويورك.

## روابط خارجية
- كازو هيراي على موقع مونزينجر (الألمانية)